# If You Say the Word
"If You Say the Word" — пісня англійського рок-гурту Radiohead, випущена 7 вересня 2021 року як перший сингл з альбому-компіляції Kid A Mnesia. Вона була записана під час спільних сесій для четвертого та п'ятого альбомів Radiohead, Kid A (2000) та Amnesiac (2001), але залишалася невиданою до 2021 року.

## Музика
«If You Say the Word» — це «делікатний» гітарний перебір, «передчуття груву», «дзвінка» перкусія та хвилі Мартено.

## Музичне відео
Radiohead випустили кліп на пісню «If You Say the Word» 23 вересня 2021 року. Режисером кліпу виступив Каспер Хеггстрьом. У відео знімальна група знімає бізнесменів на природі та везе їх на роботу до Лондона. Видання Spin порівняло відео з науково-фантастичним серіалом Чорне дзеркало. Кліп здобув перемогу в номінації «Найкраще альтернативне відео» UK Music Video Awards у 2022 році.

## Відгуки
Рецензуючи «If You Say the Word» для Pitchfork, Марк Хоган описав її як «пишну та елегантну». Він зауважив, що слова пісні здаються одночасно любовними і загрозливими, і написав: «Хоча „If You Say the Word“ не одразу виділяється як матеріал для плейлиста найкращих пісень Radiohead, вона все одно настільки вражаюче високої якості, що дивно, що вона не спливла раніше». Contact Music описав її як «типово меланхолійний ембієнт-номер», як і інші матеріали Kid A і Amnesiac.

## Персоналії

### Radiohead
- Колін Ґрінвуд
- Джонні Ґрінвуд
- Ед О'Браєн
- Філ Селвей
- Том Йорк

Додатково
- Найджел Ґодріч –  продюсування, звукоінженер, зведення
- Жерар Наварро –  асистент продюсування, асистент звукоінженера
- Грем Стюарт –  асистент звукоінженера